# The Cabin in the Woods
 The Cabin in the Woods és una pel·lícula de terror estatunidenca dirigida i co-escrita per Drew Goddard i Joss Whedon. És protagonitzada per Chris Hemsworth, Kristen Connolly, Fran Kranz, Jesse Williams, Anna Hutchison, Bradley Whitford i Richard Jenkins. La pel·lícula va ser estrenada el 13 abril de 2012 als Estats Units.

## Argument
Dos tècnics en una sofisticada planta industrial, Richard Sitterson (Richard Jenkins) i Steve Hadley (Bradley Whitford), s'estan preparant per a una operació desconeguda, una de diverses que estan tenint lloc a tot el món. Després de tenir una petita baralla amb una altra de les seves companyes Wendy Lin (Amy Acker) que els recorda la importància del triomf de la seva missió, tots dos homes es preparen per a la seva tasca en assabentar-se del fracàs d'una semblant a Estocolm.
Mentrestant, cinc estudiants universitaris-Dana (Kristen Connolly), Curt (Chris Hemsworth), Jules (Anna Hutchison), Marty (Fran Kranz), i Holden (Jesse Williams)- se'n van de vacances a una remota cabanya en el bosc, mentre que els tècnics els observen amb càmeres ocultes. A través del disseny de la cabanya, l'ús de sofisticats controls ambientals i l'alliberament de drogues en l'aire que alteren l'humor, els tècnics manipulen el medi ambient assemblant-ho a un arquetip de terror bastant comú.  Només Marty sembla conscient de l'estrany comportament dels seus companys però ningú s'ho pren seriosament per ser un fumador constant de marihuana. En fosquejar i durant un joc de "veritat o repte", els tècnics manipulen als nois per portar-los a explorar el soterrani de la cabanya, lloc on observen diversos objectes estranys fins que Dana llegeix un passatge en llatí d'un diari d'una de les antigues propietàries de la cabanya Patience Buckler (Jodelle Ferland), després de llegir les paraules això desperta a la zombificada Patience i a la seva família que es preparen per atacar als nois en la cabanya.
Mitjançant l'ús de feromones i un control sobre l'escenari, Sitterson i Hadley aconsegueixen fer que Curt i Jules intentin fer l'amor en el bosc on són atacats pels Buckler que maten brutalment a Jules. Curt aconsegueix escapar i intenta alertar a la resta dels seus amics, però els tècnics aïllen als nois fent-los creure que és bona idea separar-se i els tanquen a les seves habitacions. Durant l'atac Marty descobreix una càmera oculta però és arrossegat fora de la cabanya i mor. Dana i Holden es reuneixen amb Curt i tracten d'escapar del bosc per un túnel. Amb gran sorpresa de Sitterson el pont no ha estat derrocat, i per això és obligat a detonar-lo d'una forma manual impedint que els estudiants escapin de l'escenari.
Curt s'ofereix per creuar l'abisme amb la seva motocicleta i portar ajuda però en intentar aconseguir la riba, xoca contra un gegant mur invisible que el mata. Dana comença a creure en els advertiments de Marty i es dirigeix amb Holden de nou a la cabanya fins que un dels Buckler apunyala en el coll a Holden provocant que la camioneta s'enfonsi en el llac. Dana aconsegueix sortir a la superfície però és atacada per un altre dels Buckler que es prepara per matar-la. Sitterson i Hadley li expliquen al seu recentment integrat company Daniel Truman que la mort de Dana pot tenir lloc o evitar-se depenent de la seva força de voluntat i comencen una celebració amb la resta dels seus companys i empleats de l'organització fins que aquests reben una trucada dels seus superiors advertint que un dels nois segueix amb vida. En el llac Dana és rescatada per Marty que la porta fins a una de les tombes dels Buckler per mostrar-li que és un passadís a una base subterrània, la qual cosa vol dir que algú va enviar als Buckler després d'ells. Els joves baixen per un elevador per diverses gàbies que contenen a diversos monstres relacionats als molts objectes que van veure en el soterrani, desesperant a Dana que comprèn que ella i els seus amics van caure en el parany.
Sitterson i Hadley localitzen a Dana i Marty i els porten a la seva base amb la intenció d'assassinar-los enviant un esquadró armat darrere d'ells, Dana decideix alliberar els monstres de les seves gàbies iniciant una massacre que acaba amb la vida de diveros empleats incloent a Truman, Lin i Hadley. Sitterson intenta fugir però és apunyalat accidentalment per Dana en un acte de defensa pròpia, abans de morir Sitterson li suplica a Dana que acabi amb Marty. Tots dos s'obren camí fins a un temple on veuen cinc retrats que els representen, la directora del laboratori (Sigourney Weaver) els explica que van ser seleccionats per formar part d'un ritual de sacrifici, que amb almenys cinc joves que representin cinc papers (la guineu, l'atlètic, l'erudit, l'idiota i la verge) podran salvar al món de ser conquistat pels antics, déus malignes que romanen segellats i dormits amb l'èxit de cada ritual portat correctament, l'ordre de les morts poden variar sempre que la mort de la guineu sigui la primera i la verge sigui l'última. Atès que Dana representa a la verge ella té l'opció de viure o morir però la mort de Marty és inevitable pel que es veu obligada a considerar executar-ho. Marty s'aprofita que Dana és atacada per un home llop i forceja amb la directora pel control d'una arma de foc fins que aquesta mor a les mans de Patience qui havia seguit a Marty fins al temple. Amb el ritual incomplet Dana i Marty es donen les mans i fumen herba abans que el temple, el laboratori i la cabanya siguin destruïdes per la mà d'un dels antics.

## Repartiment
- Kristen Connolly és Dana Polk
- Fran Kranz és Marty Mikalski
- Chris Hemsworth es Curt Vaughn
- Anna Hutchison és Jules Louden
- Jesse Williams es Holden McCrea
- Richard Jenkins es Gary Sitterson
- Bradley Whitford és Steve Hadley
- Brian White es Daniel Truman
- Amy Acker és Wendy
- Tim de Zarn és Mordecai
- Jodelle Ferland és Patience Buckner
- Matt Drake és Judah Buckner
- Dan Payne és Mathew Buckner
- Dan Shea és Father Buckner
- Maya Massar és Mother Buckner
- Tom Lenk és Ronald the Intern